# Риф Дедала

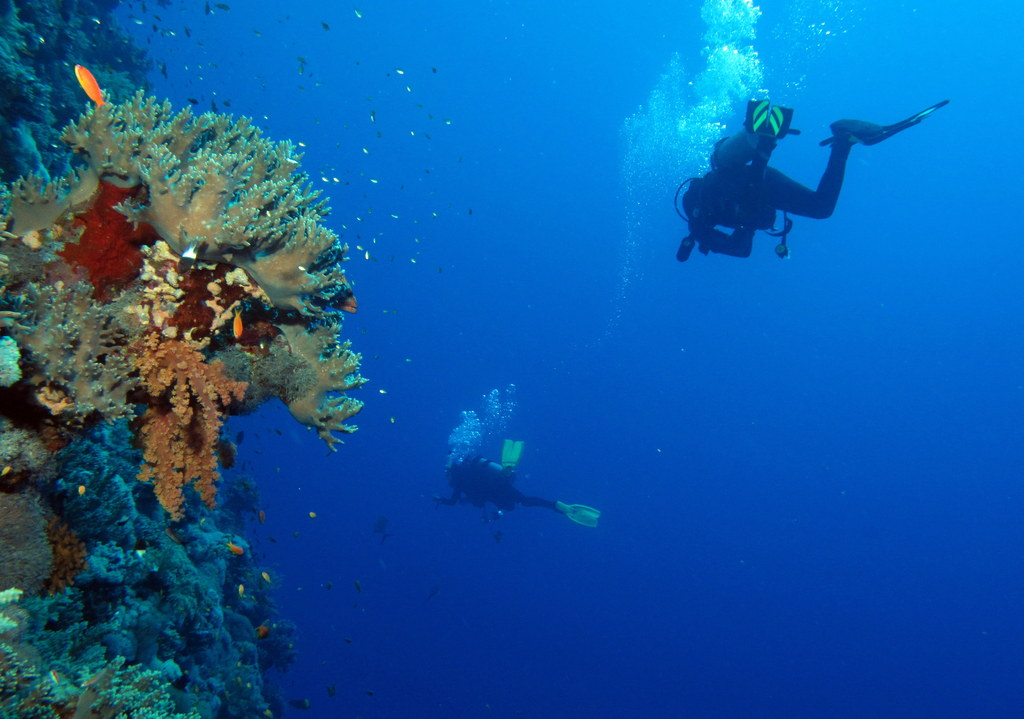

Риф Дедала (також відомий як Абу Кізан) — риф у Червоному морі в акваторії Єгипту. Розташований на відстані 90 км від прибережного міста Марса-Алам. Довжина рифу Дедала становить 400 м, а ширина — 100 м. У центрі рифу є невеликий острів, на якому стоїть маяк, зведений у 1863 та відбудований у 1931 році. Риф Дедала — це добре відоме місце для дайвінгу завдяки великим шансам побачити пелагічну рибу, таку, як акули-молоти і велика кількість коралів.
Маяк висотою 30 м (98 футів) і станція все ще працюють з 3 білими спалахами у режимі 2 + 1 спалах кожні 30 секунд і доступний лише на човнах. Маяк складається з 30-метрової кам'яної вежі, пофарбованої у чорно-білі горизонтальні смуги, та 2-поверхової квартальної будівлі для єгипетської берегової охорони та флоту.